# Aglaia vitiensis
Aglaia vitiensis är en tvåhjärtbladig växtart som beskrevs av Albert Charles Smith. Aglaia vitiensis ingår i släktet Aglaia och familjen Meliaceae. Inga underarter finns listade i Catalogue of Life.